# Vincent Gallo
Vincent Gallo (ur. 11 kwietnia 1961 w Buffalo) – amerykański aktor, producent filmowy, kompozytor, reżyser, scenarzysta, autor tekstów piosenek, wokalista i model pochodzenia sycylijskiego.

## Życiorys

### Wczesne lata
Przyszedł na świat w Buffalo, w stanie Nowy Jork w rodzinie rzymskokatolickiej sycylijskich emigrantów Vincenta V. Gallo Sr., właściciela salonu fryzjerskiego i zawodowego hazardzisty, i Jacaminy “Janet” (z domu Fantuzzo) Gallo, fryzjerki. Dorastał w Buffalo. W wieku dziesięciu lat podjął współpracę z zespołem The Blue Mood, a w 1974 roku grał z zespołem Zephyr. W dzieciństwie Gallo był bliskim przyjacielem Williama S. Burroughsa i mieszkał w jego domu przez sześć miesięcy. W czasie dorastania, ojciec Gallo znęcał się nad nim i bił go przy kilku okazjach, pewnego razu złamał mu nos. Gallo powiedział, że gdy dorastał, jego ojciec był „tego rodzaju mrocznym, wściekłym figurantem… Dziś nie jest tym, kim jest, ale kiedy byłem dzieckiem, nie było dnia… kiedy nie uderzył mnie, nie ukarał mnie, nie nakrzyczał na mnie lub nie powiedział mi, że zrobiłem coś złego".

### Kariera
Mając 16 lat przeniósł się do Nowego Jorku, gdzie zrealizował swój pierwszy film krótkometrażowy If You Feel Froggy, Jump (1977). Dorabiał także jako hustler i tancerz go-go. W 1979 ukończył szkołę średnią w  nowojorskim Sweet Home Central Schools i zadebiutował na scenie w Rzymie we włoskojęzycznym spektaklu Buffala. Występował z zespołami The Plastics, Pork i Gray Jeana-Michela Basquiata. Kiedy miał dwadzieścia lat wraz z grupą Bohack nagrał album It Took Several Wives (1981; wyd. Family Friend Records) i po raz pierwszy pojawił się na kinowym ekranie w komediodramacie New York Beat Movie (1981). Rok później pod pseudonimem 'Książę Vince' prezentował muzykę hip-hopową breakdance zarejestrowaną na płycie DVD Graffiti Rock (1982).
Zagrał niewielką rolę człowieka Henry’ego Hilla (Ray Liotta) w latach 70. w biograficznym dramacie kryminalnym Martina Scorsese Chłopcy z ferajny (GoodFellas, 1990). Potem pojawił się jako Charlie Riccio w jednym z odcinków serialu NBC Crime Story (1987) oraz zagrał postać przyjaciela głównego bohatera w komediodramacie fantasy Emira Kusturicy Arizona Dream (1993) u boku Johnny’ego Deppa i Faye Dunaway. Był ekranowym smutnym i sadystycznym policjantem, który przesłuchiwał Blancę Truebę (Winona Ryder) w melodramacie Dom dusz (The House of the Spirits, 1993) u boku Meryl Streep, Glenn Close, Jeremy’ego Ironsa i Antonio Banderasa.
Pojawił się jako żołnierz kapitan Brown w jednym z odcinków francuskiego serialu muzycznego Wszyscy młodzi w ich wieku (Tous les garçons et les filles de leur âge..., 1994), w dramacie Angela (1995) wystąpił w roli protestanckiego kapłana. W 1996 wziął udział w kampanii reklamowej wyrobów Calvina Kleina Heroinowy szyk. Dostał się do obsady komediodramatów romantycznych – Rodzina Perezów (The Perez Family, 1995) z Marisą Tomei, Alfredem Moliną i Anjelicą Huston i Los Angeles bez mapy (L.A. Without a Map, 1998) Miki Kaurismäkiego jako wyluzowany muzyk na ciągłym haju.
Zrealizowana przez niego autobiograficzna czarna komedia Oko w oko z życiem (Buffalo '66, 1998), gdzie zagrał główną postać znerwicowanego Billy’ego Browna, została doceniona przez krytyków i uhonorowana nagrodą na festiwalach filmowych w Gijón, Rotterdamie i Seattle. W komedii kryminalnej Rolanda Joffé Do widzenia, kochanku (Goodbye Lover, 1998) z Patricią Arquette pojawił się w epizodycznej roli, a w melodramacie Johnny 316 (Hollywood Salome, 1998) w roli szalonego kaznodziei Johnny’ego. Nieco później zagrał sugestywną postać sadystycznego Franka, który wraz ze swoją bezdzietną kochanką porywa ciężarną kobietę i więzi w piwnicy do czasu jej porodu w thrillerze Sidneya J. Furiego Zabawa w chowanego (Cord, 2000) z Daryl Hannah.
W 1999 wydał książkę ze zdjęciami, a dwa lata potem nagrał swój solowy album When (2001). Jego kontrowersyjny dramat kina drogi Brązowy królik (The Brown Bunny, 2003), gdzie zagrał postać przemierzającego Amerykę depresyjnego, milczącego, lubującego się w swym nieszczęściu kierowcy wyścigowego, który po utracie swojej prawdziwej miłości (Chloë Sevigny) poszukuje kochanki, wzbudził niesmak jury na 56. MFF w Cannes nieuzasadnioną obszerną sceną pornograficzną, a najbardziej zniecierpliwieni widzowie zaczęli opuszczać projekcję już po dziesięciu minutach.
W 2008 wziął udział w kampanii reklamowej H&M wódki Belvedere zrealizowanej przez Terry’ego Richardsona.
Za kreację afgańskiego Taliba walczącego o życie podczas ucieczki z jednego z amerykańskich tajnych więzień w Europie w thrillerze politycznym Essential Killing (2010) otrzymał Puchar Volpiego dla najlepszego aktora na 67. MFF w Wenecji. Jednak nie pojawił się na uroczystej ceremonii zamykającej festiwal i wyróżnienie odebrał w jego imieniu reżyser Jerzy Skolimowski. Gallo za rolę Mohammeda został też doceniony na Międzynarodowym Festiwalu Filmowym Mar del Plata (nagroda za najlepszą rolę męską) oraz przez Polską Akademię Filmową (nominacja do Orła w kategorii najlepsza rola męska).

## Życie prywatne
Związany był z Cat Power (1993), Asią Argento (1998), Bethany Ritz (1999–2000), Chloë Sevigny (2002–2004), Paris Hilton (2003), Theresą Wayman (2004–2005), Heather Christie (2006), Cory Kennedy (2006–2008) i Lilian Grant (2012). Uważa się, że od 2024 roku Gallo spotyka się z Afton „Star” Burton, byłą narzeczoną Charlesa Mansona. Jest abstynentem.

### Kontrowersje
Na swojej stronie internetowej Gallo oferuje się jako osoba do towarzystwa dla kobiet za 50 tys. dolarów; i sprzedaje swoje nasienie za 1 mln dolarów. Gallo stwierdzał w wywiadach, że jego strona internetowa i prowokacyjne wypowiedzi mają charakter satyryczny. Dwie aktorki współpracujące z Gallo nad filmem The Policeman zgłosiły się do związku zawodowego SAG-AFTRA. Według nich Gallo dopuścił się wobec nich przemocy na planie filmowym i nadużyć seksualnych.

## Filmografia
| Rok  | Tytuł                                                                                        | Rola                          | Reżyser              |
| ---- | -------------------------------------------------------------------------------------------- | ----------------------------- | -------------------- |
| 1985 | Tak jest (The Way It Is )                                                                    | Victor / Heurtebise           | Eric Mitchell        |
| 1986 | The Gunlover (film krótkometrażowy)                                                          | Dino                          | Vincent Gallo        |
| 1987 | Crime Story – odc. Ground Zero                                                               | Charlie Riccio                | Peter Medak          |
| 1988 | Doc's Kingdom                                                                                | Jimmy                         | Robert Kramer        |
| 1989 | McCall – odc. Heart of Justice                                                               | Tony Santiago                 | Bradford May         |
| 1990 | Chłopcy z ferajny (Goodfellas)                                                               | ekipa lat 70. Henry’ego Hilla | Martin Scorsese      |
| 1991 | Starszy wiek (A Idade Maior)                                                                 | Mario                         | Teresa Villaverde    |
| 1991 | Keep It for Yourself (film krótkometrażowy)                                                  |                               | Claire Denis         |
| 1992 | Arizona Dream                                                                                | Paul Leger, kuzyn Axela       | Emir Kusturica       |
| 1993 | Dom dusz (The House of the Spirits)                                                          | Esteban García                | Bille August         |
| 1993 | The Hanging                                                                                  | facet                         | Victoria Leacock     |
| 1994 | Wszyscy młodzi w ich wieku (Tous les garçons et les filles de leur âge...) – odc. US Go Home | kapitan Brown                 | Claire Denis         |
| 1995 | Angela                                                                                       | protestancki kapłan           | Rebecca Miller       |
| 1995 | Rodzina Perezów (The Perez Family)                                                           | Orlando                       | Mira Nair            |
| 1995 | Palookaville                                                                                 | Russell Pataki                | Alan Taylor          |
| 1996 | Pogrzeb (The Funeral)                                                                        | Giovanni „Johnny” Tempio      | Abel Ferrara         |
| 1996 | Nénette et Boni                                                                              | Vincenzo Brown                | Claire Denis         |
| 1996 | Basquiat – Taniec ze śmiercią (Basquiat)                                                     | gość na przyjęciu             | Julian Schnabel      |
| 1997 | Ostatni skok (Truth or Consequences, N.M.)                                                   | Raymond Lembecke              | Kiefer Sutherland    |
| 1998 | Oko w oko z życiem (Buffalo '66)                                                             | Billy Brown                   | Vincent Gallo        |
| 1998 | Los Angeles bez mapy (L.A. Without a Map)                                                    | Moss                          | Mika Kaurismäki      |
| 1998 | Do widzenia, kochanku (Goodbye Lover)                                                        | Mike                          | Roland Joffé         |
| 1998 | Hollywood Salome                                                                             | Johnny                        | Erick Ifergan        |
| 1999 | Spojrzenie mordercy 2 (Freeway II: Confessions of a Trickbaby)                               | siostra Gomez                 | Matthew Bright       |
| 2000 | Zabawa w chowanego (Cord)                                                                    | Frank                         | Sidney J. Furie      |
| 2001 | Głód miłości (Trouble Every Day)                                                             | Shane Brown                   | Claire Denis         |
| 2001 | Stranded                                                                                     | Luca Baglioni                 | María Lidón          |
| 2001 | Jakoś to będzie (Get Well Soon)                                                              | Bobby Bishop / Kevin Moss     | Justin McCarthy      |
| 2002 | The Groovenians (film krótkometrażowy)                                                       | Nixon (głos)                  | Jordan Reichek       |
| 2003 | Brązowy królik (The Brown Bunny)                                                             | Bud Clay                      | Vincent Gallo        |
| 2003 | Gli indesiderabili                                                                           | Antonino 'Tony' Bendando      | Pasquale Scimeca     |
| 2006 | Moscow Zero                                                                                  | Owen                          | María Lidón          |
| 2007 | Intrygi i kłamstwa (Dirt)                                                                    | Sammy Winter                  | Elodie Keene         |
| 2007 | Oliviero Rising                                                                              | Oliviero                      | Riki Roseo           |
| 2009 | Metropia                                                                                     | Roger Olofsson (głos)         | Tarik Saleh          |
| 2009 | Night of Pan (film krótkometrażowy)                                                          | Pan                           | Brian Butler         |
| 2009 | Tetro                                                                                        | Angelo 'Tetro' Tetrocini      | Francis Ford Coppola |
| 2009 | 1989 (film krótkometrażowy)                                                                  | Ernest                        | Camilo Matiz         |
| 2010 | Promises Written in Water                                                                    | Kevin                         | Vincent Gallo        |
| 2010 | Essential Killing                                                                            | Mohammed                      | Jerzy Skolimowski    |
| 2011 | Loosies                                                                                      | Jax                           | Michael Corrente     |
| 2012 | Legenda Kaspara Hausera (La leggenda di Kaspar Hauser)                                       | Pusher/Szeryf                 | Davide Manuli        |
| 2013 | Jinrui shikin                                                                                | Harold Marcus                 | Junji Sakamoto       |

### scenarzysta/reżyser

#### filmy krótkometrażowe
- If You Feel Froggy, Jump (1980)
- „Wedding” (1986)
- „The Gun Lover” (1986)
- „That Smell” (1988)
- „Gallo 2000” (1989)
- „Casting Director Billy Hopkins Leaves a Message for Vincent Gallo” (1994)
- „Buffalo 66 Trailer” (1997)
- „Vincent Gallo Has a Thing or Two to Say About the British” (1997)
- „Vincent Gallo Directs” (1997)
- „Looking for Enemies Finding Friends” (1997)
- „Live Love Drive” (1999)
- „Anemone” (2000)
- „Honey Bunny” (2001)
- „John Frusciante Plays and Sings” (2001)
- „The Brown Bunny Trailers” (2003)
- „The Curse of Manuel Chiche” (2003)
- „Akiko” (2004)
- „The Agent” (2010)
- „Anea 17" (2010)
- „United States Wins the World Cup” (2014)

## Dyskografia

### albumy
- 1982: It Took Several Wives (wyd. Family Friend Records) jako Bohack
- 1984: The Way It Is Soundtrack (wyd. Rojo Records)
- 1998: Buffalo 66 Soundtrack (wyd. Will Records)
- 2001: When (wyd. Warp Records)
- 2002: Recordings Of Music For Film (wyd. Warp Records)

### single
- 2001: „So Sad” EP (wyd. Warp Records)
- 2001: „Honey Bunny” 7" (wyd. Warp Records)